# Beendigung des Arbeitsverhältnisses
Unter einer Beendigung des Arbeitsverhältnisses versteht man im Arbeitsrecht die verschiedenen Möglichkeiten, unter denen ein Arbeitsverhältnis enden kann.
Die Beendigung eines Arbeitsverhältnisses ist für Arbeitnehmer im Regelfall ein bedeutsames Ereignis, weil sie ihre berufliche und wirtschaftliche Lebensgrundlage betrifft. Bei Normalarbeitsverhältnissen kann ein Arbeitnehmer davon ausgehen, dass dieses bedeutsame Ereignis für längere Zeit nicht eintritt und er bestenfalls bis zu seiner Pensionierung am Arbeitsvertrag festhalten kann. Der Arbeitsvertrag ist ein Dauerschuldverhältnis und deshalb insbesondere beim Normalarbeitsverhältnis auf eine zeitlich unbefristete Dauer angelegt. Eine Beendigung setzt daher ein bestimmtes Ereignis voraus. Arbeitgeber oder Arbeitnehmer können aus den verschiedensten Gründen ein Interesse daran haben, ein Arbeitsverhältnis zu beenden. Zu diesem Zweck sieht das Gesetz bestimmte Gestaltungsrechte vor, mit deren Hilfe die Beendigung eines Arbeitsverhältnisses herbeigeführt werden kann.

## Arten
Normalfall ist die einseitige Beendigung durch Kündigung. Zunehmende Bedeutung erlangt die einvernehmliche, also von Arbeitgeber und Arbeitnehmer gewollte Beendigung. Diese kann bereits zum Zeitpunkt der Einstellung vorgelegen haben (bei befristeten Arbeitsverhältnissen) oder erst nachträglich vorgenommen worden sein (Aufhebungsvertrag). Weitere Beendigungstatbestände sind die Anfechtung, der Eintritt einer auflösenden Bedingung (Beispiel: „befristet bis zur Wiedergenesung der erkrankten Mitarbeiterin Frau N.“), vertraglich vereinbarte Altersgrenzen, Tod des Arbeitnehmers und die Auflösung des Arbeitsverhältnisses durch Urteil. Keine Beendigungsgründe sind der Tod des Arbeitgebers, ein rechtsgeschäftlicher Betriebsübergang nach § 613a BGB, eine Betriebsstilllegung und die Insolvenz des Arbeitgebers.
- Kündigung: Das Kündigungsrecht für Arbeitgeber und Arbeitnehmer ergibt sich aus § 620 Abs. 2 BGB, wobei die nach Dauer des Arbeitsverhältnisses gestaffelten Kündigungsfristen des § 622 BGB und die Schriftform aus § 623 BGB zu beachten sind. Kündigungsausschlussgründe sind:
  - sachlich ausgeschlossen ist eine Kündigung etwa bei Vergeltungskündigung (§ 612a BGB), ordentliche Kündigung eines befristeten Arbeitsverhältnisses (§ 620 Abs. 2 BGB), Kündigung aus Anlass des Betriebsübergangs (§ 613a Abs. 4 BGB) oder diskriminierende Kündigungen.
  - Persönliche Ausschlussgründe liegen etwa vor bei Abgeordneten (Art. 48 Abs. 2 GG), Vertrauenspersonen der Schwerbehinderten (§ 179 Abs. 3 SGB IX), Immissionsschutzbeauftragten (§ 58 Abs. 2 BImSchG), Datenschutzbeauftragten (§ 4f Abs. 3 BDSG), Auszubildenden nach Ablauf der Probezeit (§ 22 Abs. 2 BBiG), zum Wehrdienst eingezogenen Personen (§ 2 ArbPlSchG), Zivildienstleistenden (§ 78 Abs. 1 Nr. 1 ZivildienstG) und Mitgliedern des Betriebsrats, der Jugend- und Auszubildendenvertretung (§ 15 Abs. 1 KSchG), Mutterschutz und Elternschaft (§ 17 Abs. 1 MuSchG, § 18 Abs. 1 BEEG) oder während der Pflegezeit (§ 5 Abs. 1 PflegeZG).
- Der Fristablauf beendet ein Arbeitsverhältnis nach § 620 Abs. 1 BGB, wenn der Arbeitsvertrag von vorneherein für einen bestimmten Zeitraum abgeschlossen oder zu einem bestimmten Zeitpunkt befristet ist (befristetes Arbeitsverhältnis).
- Tod: Da die Arbeitsleistung persönlich zu erbringen und im Zweifel nicht übertragbar ist (§ 613 BGB), endet das Arbeitsverhältnis mit dem Tod des Arbeitnehmers.
- Altersgrenze: es gibt zwar keine gesetzliche Altersgrenze, doch enthalten Tarifverträge, Betriebsvereinbarungen oder Arbeitsverträge eine Regelung, wonach Arbeitsverhältnisse mit Vollendung des 65. Lebensjahres oder eines anderen Lebensjahres enden. Nach § 41 Abs. 1 SGB VI können auf das gesetzliche Renteneintrittsalter abstellende Altersgrenzen wirksam vereinbart werden.
- Durch Aufhebungsvertrag sind sich Arbeitgeber und Arbeitnehmer einig (§ 305 BGB), dass das Arbeitsverhältnis sofort oder zu einem bestimmten Termin enden soll.
- Anfechtung wegen eines wesentlichen Irrtums oder die Berufung auf die Nichtigkeit des Arbeitsverhältnisses. Der Anfechtungsgrund muss bereits bei Abschluss des Arbeitsvertrages vorgelegen haben und kausal sein. Beachtlich ist der Erklärungsirrtum (Schreibfehler im Arbeitsvertrag), Eigenschaftsirrtum (Eigenschaften des Arbeitnehmers, die zur Erbringung der Arbeitsleistung objektiv notwendig sind wie die dem Arbeitgeber unbekannte Epilepsie eines Busfahrers) oder arglistige Täuschung (Bewerbung mit gefälschtem Schulabschluss, unterlassener Schwangerschaftshinweis).[2]
- Gerichtsurteil: In besonderen Fällen gibt es auch eine Auflösung des Arbeitsverhältnisses durch gerichtliche Entscheidung (§ 9 Abs. 1 KSchG).

## Kündigung

### Ordentliche Kündigung
Die ordentliche Kündigung bewirkt die Beendigung des Arbeitsverhältnisses durch einseitige Erklärung. Dabei sind Kündigungsfristen einzuhalten, die sich aus dem Gesetz (§ 622 BGB), einem Tarifvertrag oder auch aus dem Arbeitsvertrag ergeben. Die Kündigung bedarf gemäß § 623 BGB der Schriftform. Eine schriftliche Begründung der Kündigung beziehungsweise die Angabe eines Kündigungsgrundes ist neben dem allgemeinen Schriftformerfordernis lediglich durch einzelne gesetzliche Bestimmungen vorgeschrieben.
Die Kündigung des Arbeitnehmers ist grundsätzlich an keine weiteren Voraussetzungen gebunden. Der Arbeitgeber muss im Geltungsbereich des Kündigungsschutzgesetzes Gründe nachweisen, die die Kündigung sozial rechtfertigen. Bestimmten Personengruppen mit Sonderkündigungsschutz kann der Arbeitgeber nur außerordentlich oder nach Zustimmung einer Behörde kündigen. Eine Wirksamkeitsprüfung der Kündigung, insbesondere des Kündigungsgrundes, der Kündigungsfrist und anderer Formalien findet in der Regel erst im Rahmen eines Kündigungsschutzverfahrens vor dem für den Rechtsstreit zuständigen Arbeitsgericht statt.
Besteht eine Rückzahlungsklausel, kann die Kündigung durch den Arbeitnehmer gegebenenfalls die finanzielle Rückgewährung erhaltener oder getragener Leistungen an den Arbeitgeber zur Folge haben.

### Außerordentliche Kündigung
Eine außerordentliche Kündigung kann fristlos oder unter Einhaltung einer Frist ausgesprochen werden. Sie bedarf zu ihrer Wirksamkeit eines wichtigen Grundes. Außerdem muss sie innerhalb von zwei Wochen nach Kenntnis dieses Grundes erfolgen.
Diese Anforderung gilt sowohl für Arbeitnehmerkündigungen als auch für Arbeitgeberkündigungen. Während bei Arbeitgeberkündigungen ein wichtiger Grund beispielsweise in der Begehung von Straftaten zu Lasten des Arbeitgebers (insbesondere Diebstahl) erblickt werden kann, ist ein wichtiger Grund für eine außerordentliche Arbeitnehmerkündigung regelmäßig der erhebliche Verzug des Arbeitgebers mit der Lohnzahlung.

### Änderungskündigung
Eine Änderungskündigung ist die Kündigung eines Arbeitsverhältnisses verbunden mit dem Angebot, einen neuen Vertrag abzuschließen, um es zu geänderten Bedingungen fortzusetzen.

## Aufhebungsvertrag
Die einvernehmliche Aufhebung (Aufhebungsvertrag) eines Arbeitsverhältnisses ist zulässig. Sie bedarf (wie die Befristungsabrede und die Kündigung) zu ihrer Wirksamkeit der Schriftform (§ 623 BGB). Die Schriftform gilt allerdings nicht für die einvernehmliche Beendigung in Form eines Abwicklungsvertrages (Vereinbarung über die Modalitäten der Abwicklung des Arbeitsverhältnisses nach Ausspruch der Kündigung zur Vermeidung negativer Folgen für die Gewährung von Arbeitslosengeld). Streitigkeiten vor dem Arbeitsgericht über Kündigungen enden häufig mit einem Vergleich über die Beendigung des Arbeitsverhältnisses gegen Zahlung einer Abfindung. Materiell ist auch das ein Abwicklungsvertrag. Dabei müssen die sozialrechtlichen Folgen bedacht werden. Der Abschluss von Aufhebungs- oder Abwicklungsvertrag führt nach der neuen Rechtsprechung des Bundessozialgerichtes und der Durchführungsanweisung der Agentur für Arbeit auch oft zu einer Sperrzeit beim Bezug von Arbeitslosengeld.
Arbeitnehmer sollten beachten, dass sie mit dem Abschluss eines Aufhebungsvertrages jeglichen Kündigungsschutz verlieren, eine nachträgliche Kündigungsschutzklage ist nicht mehr zulässig. Das gilt auch, wenn der Aufhebungsvertrag vom Arbeitgeber „überraschend“, beispielsweise in einer Konfliktsituation, vorgelegt wurde. Der Schutz, der etwa bei Haustürgeschäften gilt, greift hier nach der aktuellen Rechtsprechung nicht. Betroffene Arbeitnehmer sollten sich vor Unterschrift unter einen Auflösungsvertrag mindestens einen Tag Bedenkzeit erbitten und den Vertrag ggf. mit rechtskundiger Hilfe genau prüfen. Unter Umständen kann sogar eine fristlose Kündigung günstiger sein, weil sie in vollem Umfang gerichtlich überprüft werden kann, was für den Aufhebungsvertrag nur begrenzt gilt.

## Auflösungsurteil
Das Auflösungsurteil ist eine arbeitsrechtliche Besonderheit. Das Arbeitsgericht kann durch Urteil im Wege einer Gestaltungsklage ein Arbeitsverhältnis gegen Zahlung einer Abfindung auflösen, wenn eine arbeitgeberseitige Kündigung sozialwidrig und deshalb unwirksam ist. Eine solche Entscheidung ist nur unter engen Voraussetzungen möglich.

## Anfechtung
Ein Arbeitsverhältnis kann angefochten werden, wenn sich der Anfechtende bei Abschluss des Vertrages geirrt hat, er bedroht oder arglistig getäuscht wurde. Zu beachten ist jedoch, dass die Täuschung eines Arbeitnehmers dem Arbeitgeber kein Recht zur Anfechtung gibt, sofern die Täuschung nicht rechtswidrig war, er also eine unzulässige Frage gestellt hat, und dem Arbeitnehmer ein Recht auf Lüge zustand.
Eine Anfechtung beseitigt normalerweise den angefochtenen Vertrag rückwirkend, als habe er nie existiert (ex tunc). Leistungen werden rückabgewickelt. Da man erbrachte Arbeitsleistung nicht rückabwickeln kann, wirkt die Anfechtung eines in Vollzug gesetzten Arbeitsverhältnisses (sog. fehlerhaftes Arbeitsverhältnis) nicht rückwirkend, sondern ähnlich wie eine fristlose Kündigung mit sofortiger Wirkung. Bestimmte Sonderleistungen können allerdings rückabgewickelt werden.

## Tod
Der Tod des Arbeitnehmers beendet das Arbeitsverhältnis. Da die Arbeitsleistung eine höchstpersönliche Verpflichtung darstellt (§ 613 BGB), wird sie nicht vererbt. Lohn- bzw. Gehaltsansprüche indes gehen auf die Erben über. Auch ein fälliger Abfindungsanspruch kann von dem Erben gefordert werden.
Durch den Tod des Arbeitgebers bleibt das Arbeitsverhältnis grundsätzlich unberührt, die Erben rücken in die rechtliche Stellung des Verstorbenen ein (§§ 1922, § 1967 BGB).